# Methylkwik

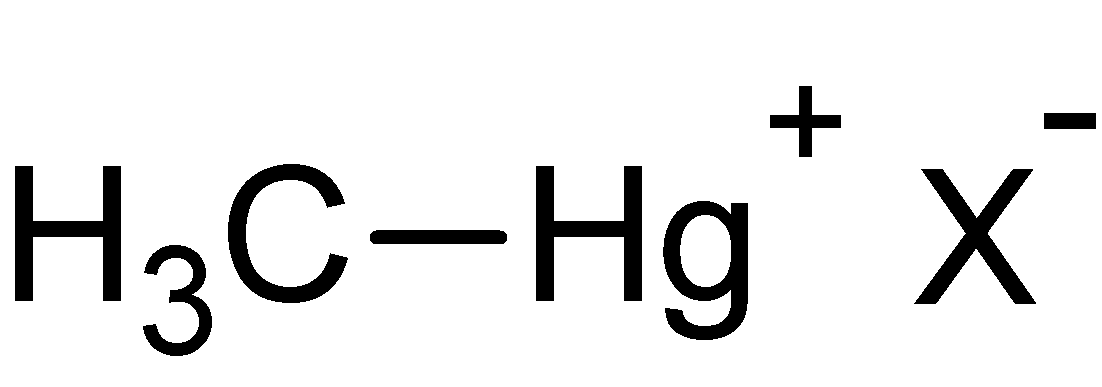
Structuurformule van methylkwik. De X staat voor een willekeurig anion.

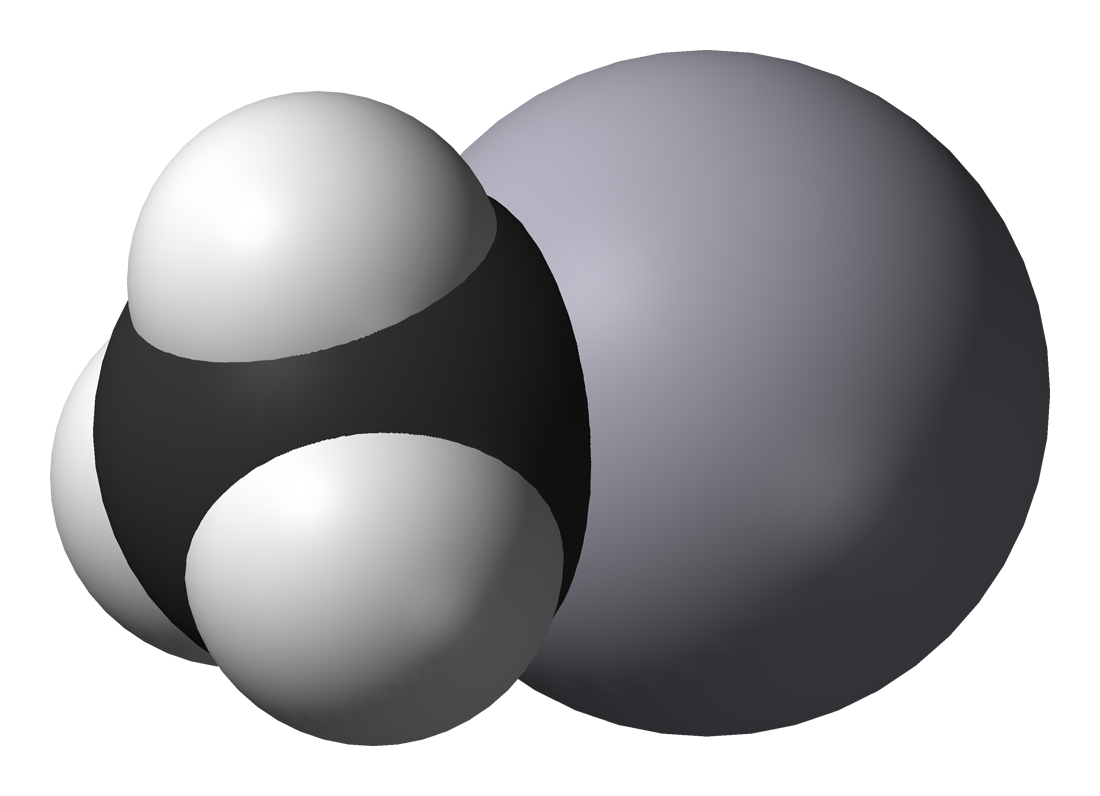
Molecuulmodel van methylkwik.

Methylkwik is een organometallisch kation met de formule
[CH3Hg]+. Het is een bioaccumulatieve toxische verbinding.

## Structuur
Methylkwik is de afkorting van monomethylkwik en moet eigenlijk het monomethylkwik-kation genoemd worden. Het bestaat uit een methylgroep (-CH3) die gebonden is aan een kwikatoom. Als een positief geladen ion wordt het makkelijk aangetrokken door anionen zoals het chloride-anion (Cl−), het hydroxide-anion (OH−) en het nitraat-anion (NO3−). Het heeft ook een hoge affiniteit voor zwavel-bevattende anionen, in het bijzonder de thiol-groepen (SH) op het aminozuur cysteïne (en dus ook voor eiwitten die cysteïne bevatten) en vormt daarmee een covalente binding. Er kan ook meer dan één cysteïnegroep coördineren met methylkwik en methylkwik kan migreren naar andere metaalbindende plaatsen in eiwitten.